# Hoa hậu Phần Lan
Hoa hậu Phần Lan (tiếng Anh: Miss Finland, tiếng Phần Lan: Miss Suomi) là một cuộc thi sắc đẹp cấp quốc gia của Phần Lan.

## Chủ sỡ hữu cuộc thi
- Hugo Ahlberg - 1967
- Tauno Äijälä - 1968
- Teppo Ivaska - 1970
- Yvonne de Bruyn - 1973
- Helena Korhonen - 1980
- Sirpa Viljamaa - 1984
- Pirkko Mannola - 1986
- Lola Odusoga và Michaela Söderholm - 2019

## Hoa hậu Phần Lan và Á hậu Phần Lan qua các năm
| Năm       | Hoa hậu Phần Lan                                               | Á hậu 1 Phần Lan                                               | Á hậu 2 Phần Lan                                               |
| --------- | -------------------------------------------------------------- | -------------------------------------------------------------- | -------------------------------------------------------------- |
| 2021      | Essi Unkuri                                                    | Emmi Suuronen                                                  | Sonja Länsivuori                                               |
| 2020      | Viivi Altonen                                                  | Lauta Hautaniemi                                               | Noona Pölkki                                                   |
| 2019      | Anni Harjunpää                                                 | Jutta Kyllönen                                                 | Riikka Uusitalo                                                |
| 2018      | Alina Voronkova                                                | Eevi Ihalainen                                                 | Jenny Lappalainen                                              |
| 2017      | Michaela Söderholm                                             | Adriana Gerxhalija                                             | Pihla Koivuniemi                                               |
| 2016      | Shirly Karvinen                                                | Heta Sallinen                                                  | Emilia Seppänen                                                |
| 2015      | Rosa-Maria Ryyti                                               | Carola Miller                                                  | Saara Ahlberg                                                  |
| 2014      | Bea Toivonen                                                   | Krista Haapalainen                                             | Milla Romppanen                                                |
| 2013      | Lotta Hintsa                                                   | Maija Kerisalmi                                                | Helianna Ylimaula                                              |
| 2012      | Sara Chafak                                                    | Sabina Särkkä                                                  | Viivi Suominen                                                 |
| 2011      | Pia Pakarinen — bị phế truất                                   | Sara Sieppi                                                    | Niina Lavonen                                                  |
| 2010      | Viivi Pumpanen                                                 | Anne Nurminen                                                  | Susanna Turja                                                  |
| 2009      | Essi Pöysti                                                    | Elsi Suolanen                                                  | Linda Wikstedt                                                 |
| 2008      | Satu Tuomisto                                                  | Susanna Mustajarvi                                             | Janna Tannilla                                                 |
| 2007      | Noora Hautakangas                                              | Jenni Laaksola                                                 | Joanna Väre                                                    |
| 2006      | Ninni Laaksonen                                                | Sini Vahela                                                    | Karoliina Yläjoki                                              |
| 2005      | Hanna Ek                                                       | Elina Nurmi                                                    | Susanna Laine                                                  |
| 2004      | Mira Salo                                                      | Krista Järvinen                                                | Henna Ylilauri                                                 |
| 2003      | Anna Strömberg                                                 | Piritta Hannula                                                | Suvi Hartlin                                                   |
| 2002      | Janette Broman                                                 | Kaisa Jaako                                                    | Katariina Kulve                                                |
| 2001      | Heidi Willman                                                  | Susanna Tervaniemi                                             | Hanna Pajulammi                                                |
| 2000      | Suvi Miinala                                                   | Jenni Dahlman                                                  | Kati Nirkko                                                    |
| 1999      | Vanessa Forsman                                                | Minna Lehtine                                                  | Saija Palin                                                    |
| 1998      | Jonna Kauppila                                                 | Mandi Malek                                                    | Piia Hartikainen                                               |
| 1997      | Karita Tuomola                                                 | Taija Jurmu                                                    | Maria Hietanen                                                 |
| 1996      | Lola Odusoga                                                   | Anitra Ahtola                                                  | Ulrika Wester                                                  |
| 1995      | Heli Pirhonen                                                  | Miia Puoskari                                                  | Susanne Tasa                                                   |
| 1994      | Henna Meriläinen                                               | Petra von Hellens                                              | Marja Vuoristo                                                 |
| 1993      | Tarja Smura                                                    | Emilia Söderman                                                | Arlene Kotala                                                  |
| 1992      | Kirsi Syrjänen                                                 | Kirsi-Maria Ketola                                             | Tiina Salmesvirta                                              |
| 1991      | Tanja Vienonen                                                 | Nina Autio                                                     | Päivi Hytinkoski                                               |
| 1990      | Tiina Vierto                                                   | Nina Björkfelt                                                 | Anu Yli-Mäenpää                                                |
| 1989      | Åsa Lövdahl                                                    | Minna Kittilä                                                  | Tuija Junnila                                                  |
| 1988      | Nina Björnström                                                | Minna Rinnetmäki                                               | Sari Pääkkönen                                                 |
| 1987      | Outi Tanhuanpää                                                | Niina Kärkkäinen                                               | Tarja Musikka                                                  |
| 1986      | Tuula Polvi                                                    | Maarit Salomäki                                                | Saila Saarinen                                                 |
| 1985      | Marja Kinnunen                                                 | Elisa Yliniemi                                                 | Marjukka Tontti                                                |
| 1984      | Anna-Liisa Tilus                                               | Tiina Laine                                                    | Tiina Hyvärinen                                                |
| 1983      | Nina Rekola                                                    | Marita Pekkala                                                 | Niina Kesäniemi                                                |
| 1982      | Sari Aspholm                                                   | Tarja Hakakoski                                                | Aino Summa                                                     |
| 1981      | Merja Varvikko                                                 | Eija Korolainen                                                | Pia Nurminen                                                   |
| 1980      | Sirpa Viljamaa                                                 | Marja-Leena Palo                                               | Anne-Marie Tarhia                                              |
| 1979      | Päivi Uitto                                                    | Tuire Pentikäinen                                              | Käte Nyberg                                                    |
| 1978      | Seija Paakkola                                                 | Tii Heilimo                                                    | Eija Laaksonen                                                 |
| 1977      | Armi Aavikko                                                   | Maarit Ryhänen                                                 | Marianne Åström                                                |
| 1976      | Suvi Lukkarinen                                                | Riitta Väisänen                                                | Maarit Leso                                                    |
| 1975      | Anne Pohtamo                                                   | Merja Tammi                                                    | Eeva Mannerberg                                                |
| 1974      | Johanna Raunio                                                 | Talvikki Ekman                                                 | Leena Vainio                                                   |
| 1973      | Raija Stark                                                    | Seija Mäkinen                                                  | Marita Smeds                                                   |
| 1972      | Maj-Len Eriksson                                               | Tarjs Leskinen                                                 | Anneli Björkling                                               |
| 1971      | Pirjo Laitila                                                  | Eila Kivistö                                                   | Mirja Halme                                                    |
| 1970      | Ursula Rainio                                                  | Hannele Hamara                                                 | Margarita Marta Briese                                         |
| 1969      | Harriet Eriksson                                               | Päivi Raita                                                    | Crista Oinonen                                                 |
| 1968      | Leena Brusiin                                                  | Sirpa Wilkman                                                  | Leena Sipilä                                                   |
| 1967      | Ritva Lehto                                                    | Satu Kostiainen                                                | Hedy Rännäri                                                   |
| 1966      | Satu Östring                                                   | Marita Gellman                                                 | Terttu Ronkainen                                               |
| 1965      | Virpi Miettinen                                                | Raija Salminen                                                 | Esti Östring                                                   |
| 1964      | Sirpa Suosmaa                                                  | Sirpa Wallenius                                                | Maila Östring                                                  |
| 1963      | Marja-Liisa Ståhlberg                                          | Riitta Kautiainen                                              | Anneli Rantala                                                 |
| 1962      | Kaarina Leskinen                                               | Aulikki Järvinen                                               | Eeva Malinen                                                   |
| 1961      | Ritva Wächter                                                  | Ann-Mari Nygård                                                | Marja Ryönä                                                    |
| 1960      | Tarja Nurmi                                                    | Heli Heiskala                                                  | Maija-Leena Manninen                                           |
| 1959      | Tarja Nurmi                                                    | Margit Jaatinen                                                | Else-Maj Petham                                                |
| 1958      | Pirkko Mannola                                                 | Eva-Maija Sariola                                              | Anja Hatakka                                                   |
| 1957      | Marita Lindahl                                                 | Airi Ikävalko                                                  | Saara Turunen                                                  |
| 1956      | Sirpa Koivu                                                    | Raija Kunnasmaa                                                | Irmeli Sipilä                                                  |
| 1955      | Inga-Britt Söderberg                                           | Mirva Arvinen                                                  | Anni Helenius                                                  |
| 1954      | Yvonne de Bruyn                                                | Liisa Hokkanen                                                 | Leni Katajakoski                                               |
| 1953      | Maija-Riitta Tuomaala                                          | Airi Uitto                                                     | Inger Sandvik                                                  |
| 1952      | Eva Hellas                                                     | Kyllikki Koskihalme                                            | —                                                              |
| 1951      | Hilkka Ruuska                                                  | —                                                              | —                                                              |
| 1950      | Hilkka Ruuska                                                  | Heidi Lybeck                                                   | —                                                              |
| 1949      | Terttu Nyman                                                   | —                                                              | —                                                              |
| 1948      | Terttu Nyman                                                   | Maija-Liisa Kuukasjärvi                                        | Orvokki Tukiainen                                              |
| 1947      | Anna-Liisa Leppänen                                            | Margit Mattsson                                                | Maire Kinnunen                                                 |
| 1946      | Anja Kola                                                      | Kirsti Sammalisto                                              | —                                                              |
| 1945      | Irja Alho                                                      | Ulla Pihl                                                      | —                                                              |
| 1939–1944 | Không có cuộc thi do ảnh hưởng từ Chiến tranh thế giới thứ hai | Không có cuộc thi do ảnh hưởng từ Chiến tranh thế giới thứ hai | Không có cuộc thi do ảnh hưởng từ Chiến tranh thế giới thứ hai |
| 1938      | Sirkka Salonen                                                 | Bertta Bask                                                    | —                                                              |
| 1937      | Margareta Huldin                                               | Britta Wikström                                                | —                                                              |
| 1936      | Irma Streng                                                    | Rita Molander                                                  | —                                                              |
| 1935      | Terttu Lyytikäinen                                             | Eeva Sihvonen                                                  | —                                                              |
| 1934      | Anna-Lisa Fahler                                               | Karin Romantschuk                                              | —                                                              |
| 1933      | Ester Toivonen                                                 | Madeleine Lindebäck                                            | —                                                              |
| 1932      | Maija Nissinen                                                 | —                                                              | —                                                              |
| 1931      | Ranghild Nyholm                                                | —                                                              | —                                                              |

## Dự thi quốc tế

### Hoa hậu Hoàn vũ Phần Lan
- : Chiến thắng
- : Á hậu hoặc top 5/6
- :Lọt vào chung kết
- : Không có thành tích

Đương kim Hoa hậu Phần Lan sẽ đến và tham gia cuộc thi Hoa hậu Hoàn vũ từ năm 1952
| Năm          | Vùng                  | Quê quán     | Hoa hậu Phần Lan     | Kết quả              | Giải thưởng phụ   |
| ------------ | --------------------- | ------------ | -------------------- | -------------------- | ----------------- |
| 2021         | Ostrobothnia          | Vaasa        | Essi Unkuri          | Không đạt giải       |                   |
| 2020         | Pirkanmaa             | Tampere      | Viivi Altonen        | Không đạt giải       |                   |
| 2019         | Pirkanmaa             | Sastamala    | Anni Harjunpää       | Không đạt giải       |                   |
| 2018         | Päijänne Tavastia     | Lahti        | Alina Voronkova      | Không đạt giải       |                   |
| 2017         | Uusimaa               | Helsinki     | Michaela Söderholm   | Không đạt giải       |                   |
| 2016         | Central Finland       | Jyväskylä    | Shirly Karvinen      | Không đạt giải       |                   |
| 2015         | North Ostrobothnia    | Oulu         | Rosa-Maria Ryyti     | Không đạt giải       |                   |
| 2014         | Central Finland       | Jyväskylä    | Bea Toivonen         | Không đạt giải       |                   |
| 2013         | Southern Ostrobothnia | Nurmo        | Lotta Hintsa         | Không đạt giải       |                   |
| 2012         | Uusimaa               | Helsinki     | Sara Chafak          | Không đạt giải       |                   |
| 2011         | North Karelia         | Joensuu      | Pia Pakarinen        | Không đạt giải       |                   |
| 2010         | Uusimaa               | Vantaa       | Viivi Pumpanen       | Không đạt giải       |                   |
| 2009         | Satakunta             | Säkylä       | Essi Pöysti          | Không đạt giải       |                   |
| 2008         | Pirkanmaa             | Tampere      | Satu Tuomisto        | Không đạt giải       |                   |
| 2007         | Southern Ostrobothnia | Soini        | Noora Hautakangas    | Không đạt giải       |                   |
| 2006         | Uusimaa               | Helsinki     | Ninni Laaksonen      | Không đạt giải       |                   |
| 2005         | Uusimaa               | Porvoo       | Hanna Ek             | Không đạt giải       |                   |
| 2004         | Uusimaa               | Helsinki     | Mira Salo            | Không đạt giải       |                   |
| 2003         | Ostrobothnia          | Kristinestad | Anna Strömberg       | Không đạt giải       |                   |
| 2002         | Southwest Finland     | Lieto        | Janette Broman       | Không đạt giải       |                   |
| 2001         | Central Finland       | Jyväskylä    | Heidi Willman        | Không đạt giải       |                   |
| 2000         | Lapland               | Kemi         | Suvi Miinala         | Không đạt giải       |                   |
| 1999         | Uusimaa               | Porvoo       | Vanessa Forsman      | Không đạt giải       |                   |
| 1998         | Central Ostrobothnia  | Kokkola      | Jonna Kauppila       | Không đạt giải       |                   |
| 1997         | Northern Savonia      | Kuopio       | Karita Tuomola       | Không đạt giải       |                   |
| 1996         | Southwest Finland     | Turku        | Lola Odusoga         | Á hậu 2              |                   |
| 1995         | North Karelia         | Kitee        | Heli Pirhonen        | Không đạt giải       |                   |
| 1994         | North Karelia         | Tohmajärvi   | Henna Meriläinen     | Không đạt giải       |                   |
| 1993         | North Karelia         | Nurmes       | Tarja Smura          | Top 10               |                   |
| 1992         | Uusimaa               | Helsinki     | Kirsi Syrjänen       | Không đạt giải       |                   |
| 1991         | Southwest Finland     | Salo         | Tanja Vienonen       | Không đạt giải       |                   |
| 1990         | Uusimaa               | Helsinki     | Tiina Vierto         | Không đạt giải       |                   |
| 1989         | Uusimaa               | Helsinki     | Åsa Lövdahl          | Top 10               |                   |
| 1988         | Uusimaa               | Porvoo       | Nina Björnström      | Không đạt giải       |                   |
| 1987         | Pirkanmaa             | Tampere      | Outi Tanhuanpää      | Không đạt giải       |                   |
| 1986         | South Ostrobothnia    | Laupa        | Tuula Polvi          | Á hậu 4              |                   |
| 1985         | Central Finland       | Jämsä        | Marja Kinnunen       | Không tham gia       |                   |
| 1984         | Central Ostrobothnia  | Himanka      | Anna-Liisa Tilus     | Không tham gia       |                   |
| 1983         | Satakunta             | Nakkila      | Nina Rekola          | Top 12               |                   |
| 1982         | Uusimaa               | Vantaa       | Sari Aspholm         | Top 12               |                   |
| 1981         | Tavastia Proper       | Forssa       | Merja Varvikko       | Không tham gia       |                   |
| 1980         | —                     | —            | Sirpa Viljamaa       | Không tham gia       |                   |
| 1979         | Uusimaa               | Helsinki     | Päivi Uitto          | Không tham gia       |                   |
| 1978         | —                     | —            | Seija Paakkola       | Không tham gia       |                   |
| 1977         | Uusimaa               | Helsinki     | Armi Aavikko         | Không tham gia       |                   |
| 1976         | —                     | —            | Suvi Lukkarinen      | Không tham gia       |                   |
| 1975         | Uusimaa               | Helsinki     | Anne Pohtamo         | Hoa hậu Hoàn vũ 1975 |                   |
| 1974         | Uusimaa               | Helsinki     | Johanna Raunio       | Á hậu 2              | - Miss Photogenic |
| 1973         | Uusimaa               | Helsinki     | Raija Stark          | Không đạt giải       |                   |
| 1972         | Uusimaa               | Helsinki     | Maj-Len Eriksson     | Không đạt giải       |                   |
| 1971         | Uusimaa               | Helsinki     | Pirjo Laitila        | Á hậu 2              | - Best Swimsuit   |
| 1970         | Lapland               | Rovaniemi    | Ursula Rainio        | Không đạt giải       |                   |
| 1969         | Southwest Finland     | Turku        | Harriet Eriksson     | Á hậu 2              | - Best Swimsuit   |
| 1968         | Uusimaa               | Helsinki     | Leena Brusiin        | Á hậu 2              |                   |
| 1967         | —                     | —            | Ritva Lehto          | Á hậu 3              |                   |
| 1966         | —                     | —            | Satu Östring         | Á hậu 1              |                   |
| 1965         | —                     | —            | Virpi Miettinen      | Á hậu 1              |                   |
| 1964         | —                     | —            | Sirpa Suosmaa        | Top 10               |                   |
| 1963         | —                     | —            | Riitta Kautiainen    | Top 15               |                   |
| 1962         | —                     | —            | Aulikki Järvinen     | Á hậu 2              |                   |
| 1961         | —                     | —            | Ritva Wächter        | Không đạt giải       |                   |
| 1960         | —                     | —            | Maija-Leena Manninen | Không đạt giải       |                   |
| 1959         | —                     | —            | Tarja Nurmi          | Không tham dự        |                   |
| 1958         | —                     | —            | Pirkko Mannola       | Không tham dự        |                   |
| 1957         | —                     | —            | Marita Lindahl       | Không tham dự        |                   |
| 1956         | —                     | —            | Mirva Arvinen        | Không tham dự        |                   |
| Suomen Neito |                       |              |                      |                      |                   |
| 1955         | —                     | —            | Sirkku Talja         | Không đạt giải       |                   |
| 1954         | —                     | —            | Lenita Airisto       | Không đạt giải       |                   |
| 1953         | —                     | —            | Teija Anneli Sopanen | Không đạt giải       |                   |
| 1952         | Northern Ostrobothnia | Muhos        | Armi Helena Kuusela  | Hoa hậu Hoàn vũ 1952 |                   |

### Hoa hậu Quốc tế Phần Lan
- : Chiến thắng
- : Á hậu hoặc top 5/6
- : Lọt vào chung kết
- : Không đạt giải

Đương kim Á hậu 2 Phần Lan sẽ đến và tham dự Hoa hậu Quốc tế, từ năm 2019 đương kim Á hậu 1 Phần Lan sẽ tham gia Hoa hậu Quốc tế đến nay.
| Năm                                                                       | Vùng               | Quê quán     | Á hậu 1-2 Phần Lan     | Kết quả              | Giải thưởng phụ   |
| ------------------------------------------------------------------------- | ------------------ | ------------ | ---------------------- | -------------------- | ----------------- |
| 2022                                                                      | Southwest Finland  | Turku        | Anna Merimaa           | TBD                  | TBD               |
| Không vó cuộc thi vào năm 2020 và 2021 vì ảnh hưởng của Đại dịch COVID-19 |                    |              |                        |                      |                   |
| 2019                                                                      | North Ostrobothnia | Oulu         | Jutta Kyllönen         | Top 15               |                   |
| 2018                                                                      | South Karelia      | Lappeenranta | Eevi Ihalainen         | Không đạt giải       |                   |
| 2017                                                                      | Pirkanmaa          | Tampere      | Pihla Koivuniemi       | Top 15               |                   |
| 2016                                                                      | Uusimaa            | Helsinki     | Emilia Seppänen        | Top 15               |                   |
| 2015                                                                      | Uusimaa            | Helsinki     | Saara Ahlberg          | Không đạt giải       |                   |
| 2014                                                                      | Northern Savonia   | Kuopio       | Milla Romppanen        | Á hậu 4              |                   |
| 2013                                                                      | Uusimaa            | Siuntio      | Helianna Ylimaula      | Không đạt giải       |                   |
| 2012                                                                      | Southwest Finland  | Turku        | Viivi Suominen         | Á hậu 1              |                   |
| 2011                                                                      | Satakunta          | Pori         | Niina Lavonen          | Không đạt giải       |                   |
| 2010                                                                      | Uusimaa            | Helsinki     | Susanna Turja          | Không đạt giải       |                   |
| 2009                                                                      | Uusimaa            | Helsinki     | Linda Wikstedt         | Top 15               |                   |
| 2008                                                                      | North Ostrobothnia | Haukipudas   | Janna Tannilla         | Không đạt giải       |                   |
| 2007                                                                      | —                  | —            | Joanna Väre            | Không đạt giải       |                   |
| 2006                                                                      | —                  | —            | Karoliina Yläjoki      | Không đạt giải       |                   |
| 2005                                                                      | —                  | —            | Susanna Laine          | Á hậu 2              |                   |
| 2004                                                                      | —                  | —            | Henna Ylilauri         | Không đạt giải       |                   |
| 2003                                                                      | —                  | —            | Suvi Hartlin           | Á hậu 2              |                   |
| 2002                                                                      | —                  | —            | Katariina Kulve        | Không đạt giải       |                   |
| 2001                                                                      | —                  | —            | Hanna Pajulammi        | Không đạt giải       |                   |
| 2000                                                                      | —                  | —            | Kati Nirkko            | Top 15               |                   |
| 1999                                                                      | —                  | —            | Saija Palin            | Á hậu 2              |                   |
| 1998                                                                      | —                  | —            | Piia Hartikainen       | Top 15               | - Miss Friendship |
| 1997                                                                      | —                  | —            | Maria Hietanen         | Không đạt giải       |                   |
| 1996                                                                      | —                  | —            | Ulrika Wester          | Không đạt giải       |                   |
| 1995                                                                      | —                  | —            | Susanne Tasa           | Không tham gia       |                   |
| 1994                                                                      | —                  | —            | Marja Vuoristo         | Không đạt giải       |                   |
| 1993                                                                      | —                  | —            | Arlene Kotala          | Không đạt giải       |                   |
| 1992                                                                      | —                  | —            | Tiina Salmesvirta      | Top 15               |                   |
| 1991                                                                      | —                  | —            | Päivi Hytinkoski       | Không đạt giải       |                   |
| 1990                                                                      | —                  | —            | Anu Yli-Mäenpää        | Top 15               |                   |
| 1989                                                                      | —                  | —            | Minna Kittilä          | Không đạt giải       |                   |
| 1988                                                                      | —                  | —            | Sari Pääkkönen         | Top 15               |                   |
| 1987                                                                      | —                  | —            | Niina Kärkkäinen       | Khồn đạt giải        |                   |
| 1986                                                                      | —                  | —            | Maarit Salomäki        | Khồn đạt giải        |                   |
| 1985                                                                      | —                  | —            | Marjukka Tontti        | Top 15               |                   |
| 1984                                                                      | —                  | —            | Tiina Hyvärinen        | Top 15               |                   |
| 1983                                                                      | —                  | —            | Niina Kesäniemi        | Không đạt giải       |                   |
| 1982                                                                      | —                  | —            | Aino Summa             | Top 15               |                   |
| 1981                                                                      | —                  | —            | Merja Varvikko         | không đạt giải       |                   |
| 1980                                                                      | —                  | —            | Paula Nieminen         | không đạt giải       |                   |
| 1979                                                                      | —                  | —            | Käte Nyberg            | Á hậu 3              |                   |
| 1978                                                                      | —                  | —            | Hymy Marja Suuronen    | không đạt giải       |                   |
| 1977                                                                      | —                  | —            | Arja-Liisa Lehtinen    | không đạt giải       |                   |
| 1976                                                                      | —                  | —            | Maarit Leso            | không đạt giải       |                   |
| 1975                                                                      | —                  | —            | Eeva Mannerberg        | Á hậu 1              |                   |
| 1974                                                                      | Southwest Finland  | Turku        | Johanna Raunio         | Á hậu 2              |                   |
| 1973                                                                      | —                  | —            | Anneli Björkling       | Hoa hậu Quốc tế 1973 |                   |
| 1972                                                                      | —                  | —            | Tarja Annikki Leskinen | Top 15               |                   |
| 1971                                                                      | —                  | —            | Hannele Halme          | Á hậu 4              |                   |
| 1970                                                                      | —                  | —            | Irene Karvola          | Không đạt giải       |                   |
| 1969                                                                      | —                  | —            | Satu Charlotta Östring | Á hậu 1              | - Miss Photogenic |
| 1968                                                                      | —                  | —            | Satu Kostiainen        | Không đạt giải       |                   |
| 1967                                                                      | —                  | —            | Terttu Ronkainen       | Top 15               |                   |
| 1966                                                                      | No contest         | No contest   | No contest             | No contest           | No contest        |
| 1965                                                                      | —                  | —            | Esti Östring           | Top 15               |                   |
| 1964                                                                      | —                  | —            | Maila Maria Östring    | Á hậu 4              |                   |
| 1963                                                                      | —                  | —            | Anneli Rantala         | Không đạt giải       |                   |
| 1962                                                                      | —                  | —            | Eeva Malinen           | Top 15               |                   |
| 1961                                                                      | —                  | —            | Marja Ryönä            | Top 15               |                   |
| 1960                                                                      | —                  | —            | Marketta Nieminen      | Không đạt giải       |                   |

### Hoa hậu Thế giới Phần Lan
- : Chiến thắng
- : Á hậu hoặc top 5/6
- : Lọt vào chung kết
- : Thắng giải thưởng phụ

Đương kim Á hậu 1 Phần Lan sẽ là đại diện Phần Lan tham dự Hoa hậu Thế giới, từ năm 2018 Á hậu 2 Phần Lan sẽ tham dự Hoa hậu Thế giới, từ năm 2019 đến nay đương kim Hoa hậu Thế giới Phần Lan sẽ là đại diện Phần Lan tại Hoa hậu Thế giới
| Năm  | Vùng                                                       | Quê quán                                                   | Á hậu 1 & 2 Phần Lan Hoa hậu Thế giới Phần Lan             | Kết quả                                                    | Giải thưởng phụ                                            |
| ---- | ---------------------------------------------------------- | ---------------------------------------------------------- | ---------------------------------------------------------- | ---------------------------------------------------------- | ---------------------------------------------------------- |
| 2021 | Uusimaa                                                    | Vantaa                                                     | Lauta Hautaniemi                                           | Không đạt giải                                             | - Miss World Sport (Top 32)                                |
| 2020 | Due to the impact of COVID-19 pandemic, no pageant in 2020 | Due to the impact of COVID-19 pandemic, no pageant in 2020 | Due to the impact of COVID-19 pandemic, no pageant in 2020 | Due to the impact of COVID-19 pandemic, no pageant in 2020 | Due to the impact of COVID-19 pandemic, no pageant in 2020 |
| 2019 | Uusimaa                                                    | Helsinki                                                   | Dana Mononen                                               | Không tham gia                                             | - Miss World Top Model (Top 40)                            |
| 2018 | Uusimaa                                                    | Helsinki                                                   | Jenny Lappalainen                                          | Không tham gia                                             | - Miss World Sport (Top 24)                                |
| 2017 | Southwest Finland                                          | Turku                                                      | Adriana Gerxhalija                                         | Không tham gia                                             |                                                            |
| 2016 | Southwest Finland                                          | Turku                                                      | Heta Sallinen                                              | Không tham gia                                             |                                                            |
| 2015 | Uusimaa                                                    | Helsinki                                                   | Carola Miller                                              | Không tham gia                                             | - Miss World Talent (Top 30)                               |
| 2014 | Uusimaa                                                    | Helsinki                                                   | Krista Haapalainen                                         | Top 25                                                     | - Miss World Sport - Miss World Talent (Top 30)            |
| 2013 | Pirkanmaa                                                  | Nokia                                                      | Maija Kerisalmi                                            | Không đạt giải                                             |                                                            |
| 2012 | Uusimaa                                                    | Helsinki                                                   | Sabina Särkkä                                              | Không đạt giải                                             | - Miss World Talent (Top 25)                               |
| 2011 | Lapland                                                    | Tornio                                                     | Sara Sieppi                                                | Không đạt giải                                             |                                                            |
| 2010 | Uusimaa                                                    | Helsinki                                                   | Anne Nurminen                                              | Không đạt giải                                             | - Miss World Sport (Top 20) - Miss World Talent (Top 21)   |
| 2009 | Southwest Finland                                          | Turku                                                      | Sanna Anniina Kankaanpää                                   | Không đạt giải                                             |                                                            |
| 2008 | Uusimaa                                                    | Helsinki                                                   | Linda Wikstedt                                             | Không đạt giải                                             |                                                            |
| 2007 | Uusimaa                                                    | Porvoo                                                     | Linnea Eerica Annikki Aaltonen                             | Không đạt giải                                             |                                                            |
| 2006 | —                                                          | —                                                          | Jenniina Elva Kristina Tuokko                              | Không đạt giải                                             | - Miss World Sport (Top 27)                                |
| 2005 | —                                                          | —                                                          | Elina Nurmi                                                | Không tham gia                                             |                                                            |
| 2004 | Southwest Finland                                          | Naantali                                                   | Nina Johanna Tikanmäki                                     | Không tham gia                                             |                                                            |
| 2003 | —                                                          | —                                                          | Katri Johanna Hynninen                                     | Không tham gia                                             |                                                            |
| 2002 | —                                                          | —                                                          | Hannenn Hynynen                                            | Không tham gia                                             |                                                            |
| 2001 | —                                                          | —                                                          | Jenni Dahlman                                              | Không tham gia                                             |                                                            |
| 2000 | —                                                          | —                                                          | Salima Anita Peippo                                        | Không tham gia                                             |                                                            |
| 1999 | —                                                          | —                                                          | Maria Laamanen                                             | Không tham gia                                             |                                                            |
| 1998 | —                                                          | —                                                          | Maaret Saija Nousiainen                                    | Không tham gia                                             |                                                            |
| 1997 | —                                                          | —                                                          | Minna Lehtinen                                             | Không tham gia                                             |                                                            |
| 1996 | —                                                          | —                                                          | Hanna Hirvonen                                             | Không tham gia                                             |                                                            |
| 1995 | —                                                          | —                                                          | Terhi Koivisto                                             | Không tham gia                                             |                                                            |
| 1994 | —                                                          | —                                                          | Mia Marianne Forsell                                       | Không tham gia                                             |                                                            |
| 1993 | —                                                          | —                                                          | Janina Frostell                                            | Top 15                                                     |                                                            |
| 1992 | —                                                          | —                                                          | Petra Enrika Von Hellens                                   | Top 15                                                     |                                                            |
| 1991 | —                                                          | —                                                          | Nina Autio                                                 | Không đạt giải                                             |                                                            |
| 1990 | —                                                          | —                                                          | Nina Björkfelt                                             | Á hậu 3                                                    |                                                            |
| 1989 | —                                                          | —                                                          | Åsa Lövdahl                                                | Không đạt giải                                             |                                                            |
| 1988 | —                                                          | —                                                          | Nina Björnström                                            | Không đạt giải                                             |                                                            |
| 1987 | —                                                          | —                                                          | Minna Rinnetmäki                                           | Không đạt giải                                             |                                                            |
| 1986 | —                                                          | —                                                          | Satu-Riitta Alaharja                                       | Không đạt giải                                             |                                                            |
| 1985 | —                                                          | —                                                          | Marja Kinnunen                                             | Không đạt giải                                             |                                                            |
| 1984 | —                                                          | —                                                          | Anna-Liisa Tilus                                           | Top 15                                                     |                                                            |
| 1983 | —                                                          | —                                                          | Marita Pekkala                                             | Không tham gia                                             |                                                            |
| 1982 | —                                                          | —                                                          | Sari Aspholm                                               | Á hậu 1                                                    |                                                            |
| 1981 | —                                                          | —                                                          | Pia Nurminen                                               | Không đạt giải                                             |                                                            |
| 1980 | —                                                          | —                                                          | Ritva Helena Tamio                                         | Không đạt giải                                             |                                                            |
| 1979 | —                                                          | —                                                          | Tuire Pentikäinen                                          | Không đạt giải                                             |                                                            |
| 1978 | —                                                          | —                                                          | Eija Laaksonen                                             | Top 15                                                     |                                                            |
| 1977 | —                                                          | —                                                          | Asta Seppälä                                               | Top 15                                                     |                                                            |
| 1976 | —                                                          | —                                                          | Merja Tammi                                                | Á hậu 4                                                    |                                                            |
| 1975 | —                                                          | —                                                          | Leena Kaarina Vainio                                       | Top 15                                                     |                                                            |
| 1974 | —                                                          | —                                                          | Talvikki Ekman                                             | Không đạt giải                                             |                                                            |
| 1973 | —                                                          | —                                                          | Seija Mäkinen                                              | Không đạt giải                                             |                                                            |
| 1972 | —                                                          | —                                                          | Anneli Björkling                                           | Á hậu 5                                                    |                                                            |
| 1971 | —                                                          | —                                                          | Mirja Halme                                                | Không tham gia                                             |                                                            |
| 1970 | —                                                          | —                                                          | Hannele Hamara                                             | Không tham gia                                             |                                                            |
| 1969 | —                                                          | —                                                          | Päivi Raita                                                | Top 15                                                     |                                                            |
| 1968 | —                                                          | —                                                          | Leena Sipilä                                               | Không tham gia                                             |                                                            |
| 1967 | —                                                          | —                                                          | Hedy Rännäri                                               | Không tham gia                                             |                                                            |
| 1966 | —                                                          | —                                                          | Marita Gellman                                             | Không tham gia                                             |                                                            |
| 1965 | —                                                          | —                                                          | Raija Salminen                                             | Top 16                                                     |                                                            |
| 1964 | —                                                          | —                                                          | Maila Maria Östring                                        | Không tham gia                                             |                                                            |
| 1963 | —                                                          | —                                                          | Marja-Liisa Ståhlberg                                      | Á hậu 2                                                    |                                                            |
| 1962 | —                                                          | —                                                          | Kaarina Leskinen                                           | Á hậu 1                                                    |                                                            |
| 1961 | —                                                          | —                                                          | Ritva Wächter                                              | Top 15                                                     |                                                            |
| 1960 | —                                                          | —                                                          | Margareta Schaouman                                        | Không đạt giải                                             |                                                            |
| 1959 | —                                                          | —                                                          | Margit Jaatinen                                            | Không đạt giải                                             |                                                            |
| 1958 | —                                                          | —                                                          | Eva-Maija Sariola                                          | Không tham gia                                             |                                                            |
| 1957 | Uusimaa                                                    | Helsinki                                                   | Marita Lindahl                                             | Hoa hậu Thế giới 1957                                      |                                                            |
| 1956 | —                                                          | —                                                          | Sirpa Koivu                                                | Không tham gia                                             |                                                            |
| 1955 | —                                                          | —                                                          | Mirva Arvinen                                              | Không tham gia                                             |                                                            |
| 1954 | —                                                          | —                                                          | Yvonne de Bruyn                                            | Không tham gia                                             |                                                            |
| 1953 | —                                                          | —                                                          | Maija-Riitta Tuomaala                                      | Không tham gia                                             |                                                            |
| 1952 | —                                                          | —                                                          | Eva Hellas                                                 | Á hậu 3                                                    |                                                            |